# Хайнрих III фон Лупфен-Щюлинген
Хайнрих III фон Лупфен-Щюлинген (на немски: Heinrich III von Lupfen-Stühlingen; * 12 март 1462; † 14 април 1521) от стария благороднически швабски род на графовете на Лупфен, е граф на Лупфен и ландграф на Щюлинген в Баден-Вюртемберг, господар на Хевен и Енген, Хегау.
Той е вторият син на граф Зигмунд I фон Лупфен-Щюлинген († 1494) и втората му съпруга Катарина фон Мач († сл. 1484), дъщеря на граф Улрих IX фон Мач, бургграф на Кирхберг (1408 – 1481) и Агнес фон Кирхберг († 1472). Внук е на граф Йохан I фон Лупфен-Щюлинген († 1436) и Елизабет фон Ротенбург († 1420). Правнук е на ландграф Еберхард IV фон Лупфен-Щюлинген († 1380) и Урсула фон Хоенберг-Ротенбург († сл. 1380).
По-големият му брат Зигмунд II фон Лупфен-Щюлинген (1461 – 1526) e ландграф на Щюлинген, господар на Хоенландсберг и Бондорф.
На 26 декември 1582 г. умира последният граф от род Лупфен Хайнрих VI. С него изчезва и линията Щюлинген, и нейната собственост отива на маршалите фон Папенхайм.

## Фамилия
Хайнрих III фон Лупфен-Щюлинген се жени на 12 август 1478 г. за Хелена фон Раполтщай-Хоенак-Геролдсек (* 19 октомври 1466; † сл. 1521), сестра на Вилхелм II фон Раполтщайн (1468 – 1547), дъщеря на Вилхелм I фон Раполтщайн-Хоенак-Геролдсек († 1507) и Жана де Ньофшател († 1475, от чума). Те имат 18 деца, между тях:
- Йохан фон Лупфен (* 19 февруари 1487, Щюлинген; † 8 май 1551, Енген, Хегау), княжески епископ на Констанц (1532 – 1537).
- Маргарета фон Лупфен (* 28 май 1491), омъжена сл. 1514 г. за фрайхер Зигизмунд III фон Велшперг-Примьор († 1552)
- Георг фон Лупфен (* юли 1494; † сл. 3 февруари 1546), граф, господар на Хоенландсберг, женен 1516 г. в Мескирх за шенкин Анна фон Ербах-Ербах († 1551), дъщеря на Еразмус I фон Ербах-Ербах († 1503) и Елизабет фон Верденберг-Сарганс († 1536)